# Banon (tổng)
Tổng Banon là một tổng ở tỉnh Alpes-de-Haute-Provence trong vùng Provence-Alpes-Côte d'Azur.
Tổng này được tổ chức xung quanh Banon ở quận Forcalquier. Độ cao từ 456 m (Simiane-la-Rotonde) đến 1 632 m (L'Hospitalet) với độ cao trung bình là 780 m.

## Hành chính
| Giai đoạn | Ủy viên            | Đảng | Tư cách  |
| --------- | ------------------ | ---- | -------- |
| 2004-2010 | Jean Louis Adrian  | PS   |          |
| 1910-1940 | Pierre de Courtois | GD   | Sénateur |

## Các đơn vị hành chính
Tổng Banon gồm 9 xã với dân số 2 486 người (điều tra năm 1999, dân số không tính trùng)
| Xã                  | Dân số | Mã bưu chính | Mã insee |
| ------------------- | ------ | ------------ | -------- |
| Banon               | 878    | 04150        | 04018    |
| L'Hospitalet        | 78     | 04150        | 04095    |
| Montsalier          | 92     | 04150        | 04132    |
| Redortiers          | 68     | 04150        | 04159    |
| Revest-des-Brousses | 200    | 04150        | 04162    |
| Revest-du-Bion      | 463    | 04150        | 04163    |
| La Rochegiron       | 92     | 04150        | 04169    |
| Saumane             | 83     | 04150        | 04201    |
| Simiane-la-Rotonde  | 532    | 04150        | 04208    |

## Thông tin nhân khẩu
| 1962                                                     | 1968  | 1975  | 1982  | 1990  | 1999  |
| -------------------------------------------------------- | ----- | ----- | ----- | ----- | ----- |
| 1 895                                                    | 2 248 | 2 143 | 2 393 | 2 413 | 2 486 |
| Nombre retenu à partir de 1962 : dân số không tính trùng |       |       |       |       |       |